# San Diego Sockers (1978–96)
O San Diego Sockers foi um time de futebol e futsal sediado em San Diego, Califórnia . A equipe jogou nas edições indoor e outdoor da North American Soccer League (NASL) até 1984, bem como na Major Indoor Soccer League e na CISL originais. A franquia dobrou até 1996 e foi a última franquia da NASL sobrevivente.
Os Sockers são considerados o time de futebol de salão mais bem sucedido na história dos Estados Unidos. Eles fizeram os playoffs em todas as suas 16 temporadas, como um time de futebol de salão.

## História
A equipe começou como o Baltimore Comets em 1974, mas se mudou para San Diego como o San Diego Jaws em 1976. Após uma estadia de um ano em Las Vegas como Las Vegas Quicksilvers, a equipe retornou como San Diego Sockers em 1978. Eles eram de propriedade de Bob Bell e jogavam seus jogos de salão no San Diego Sports Arena .
Inicialmente, as vitórias vieram lentamente para o clube, mas cresceram rapidamente e tiveram um sucesso moderado em sua história ao ar livre, conquistando vários títulos da divisão. No entanto, o San Diego Sockers venceu a North American Soccer League Indoor Championships (NASL) de 1981 a 1984. O sucesso estava longe de terminar para o San Diego Sockers. Quando a NASL acabou, o San Diego Sockers mudou-se para a Major Indoor Soccer League e venceu oito campeonatos: 1983, 1985, 1986, 1988, 1989, 1990, 1991 e 1992. Os Sockers levaram seu sucesso de uma liga para a seguinte. Eles mudaram para a Continental Indoor Soccer League por mais três anos, de 1993 a 1995. No entanto, após várias mudanças de propriedade, Sockers desistiu após a temporada de 1996.
Houve dois reavivamentos subsequentes dos Sockers. O primeiro foi uma franquia na WISL que mais tarde ingressou no segundo MISL antes de dobrar em 2004. Um segundo jogo começou na PASL-PRO em 2009.

### Participações em Ligas
- NASL 1974-1984
- NASL Indoor 1980–1982, 1983–1984
- MISL 1982-1983, 1984-1992
- CISL 1993-1996

### Treinadores
- Hubert Vogelsinger 1978-1980
- Ron Newman 1980–1993
- Brian Quinn (1994–96)